# Von Platen
von Platen är en uradlig ätt från Rügen och Pommern. Ättemedlemmar har naturaliserats i flera länder, däribland Sverige, där flera medlemmar varit verksamma i olika tider, ibland under namnet Plata eller Plate. Stamfader för ätten är Otto "cum Plate" som var rådsherre vid hovet på Rügen 1255. 
Under medeltiden var flera personer ur ätten som förde vapnet och använde namnet verksamma i Sverige. Först ut var Claus Plate (även Plata), död tidigast 1408, troligen far till Magnus Plata, som sist dyker upp i svenska källor 1422 och sedan möjligen flyttade till Rügen. Han har tidigare felaktigt identifierats med ätten Brahes stamfar Magnus Laurensson. Magnus bror Claus deltog i Engelbrektsupproret och utnämndes sedermera till riksråd av Erik av Pommern, men erkändes inte som sådant av de senare kungarna Kristoffer av Bayern eller Karl Knutsson (Bonde). Han beseglade även ett brev tillsammans med Henric Plata, annars endast känd från senare brev. Deras närmare släktskap, liksom det med den Stötzleff Plata som var kung karls fogde i Östhammar, är okänt.
Två personer vid namn Erengisel Plata, den ena känd från Erikskrönikan, den andre död tidigast 1410 och kopplad till Hjortsberga socken i Småland, har inget påvisbart samband med släkten. Den senare förde i vapnet tre bjälkar.
En gren av släkten naturaliserades i Sverige 1751 under namnet von Platen med nummer 1922 och blev friherrlig enligt paragraf 37 1815 med nummer 364. En annan gren naturaliserades i Sverige 1778 under namnet von Platen med nummer 2128 och blev friherrlig 1797 med nummer 313. Baltzar von Platen från den senare grenen upphöjdes 1815 enligt paragraf 37 till grevlig ätt nummer 126. Den grevliga ätten dog ut 1888 med sonsonen Carl von Platen. 
Det finns flera medlemmar i släkten von Platen vilkas förfäder sedan 1700-talet varit bosatta i Sverige som inte introducerats på Riddarhuset. En gren von Platen zu Hallermund i Tyskland är grevlig.

## Personer med efternamnet von Platen

### Alfabetiskt ordnade
- Achates von Platen, flera personer
  - Achates von Platen (1752–1832), hovmarskalk, överstelöjtnant, friherre
  - Achates von Platen (1816–1897), hovstallmästare, ryttmästare
  - Achates Carl von Platen (1786–1850), militär, generaladjutant
- August von Platen-Hallermünde (1796–1835), tysk greve och diktare
- August Carl von Platen (1785–1842), friherre och militär
- Baltzar von Platen, flera personer
  - Baltzar Achates von Platen (1712–1772), militär, regementschef
  - Baltzar von Platen (1766–1829), greve, amiral, riksståthållare och kanalbyggare
  - Baltzar von Platen (1804–1875), greve,  diplomat och politiker
  - Baltzar von Platen (1898–1984), uppfinnare
- Carl von Platen (1833–1888), greve, godsägare och politiker
- Carl Eric von Platen (1895–1972), hovstallmästare
- Carl Gustaf von Platen, flera personer
  - Carl Gustaf von Platen (1762–1819), friherre, generallöjtnant
  - Carl Gustaf von Platen (1855–1937), friherre, överste, hovstallmästare
  - Carl Gustaf von Platen (1922–2013), friherre, diplomat och överceremonimästare
- Carl Henrik von Platen (1913–1995), friherre, diplomat
- Carolina von Platen (1816–1871), författare och feminist
- Christofer von Platen  (1852–1924), militär
- Christoffer von Platen (född 1950), regissör och TV-producent
- Clara Elisabet von Platen (1648–1700), tysk hovdam
- Fredrik von Platen (1755–1815), generalmajor
- Gunilla von Platen (född 1972), entreprenör, filantrop och företagsledare
- Gustaf von Platen (1917–2003), journalist och författare
- Gustaf von Platen (1840–1933), militär
- Gösta von Platen, flera personer 
  - Gösta von Platen (1871–1929), friherre, militär
  - Gösta von Platen (1882–1966), militär och kommunalpolitiker, högerman
- Irma von Platen (född 1993), skådespelare
- Magnus von Platen (1920–2002), litteraturvetare och författare
- Maria von Platen  (1871–1959), kulturperson
- Philip von Platen, flera personer
  - Philip von Platen (fältmarskalk) (1732–1805), friherre, generalguvernör
  - Philip Baltzar von Platen (1819–1890), militär, godsägare och politiker
  - Philip Richman von Platen (1856–1930), överste, chef för Skånska husarregementet 1912–1916
- Vilhelm von Platen (1857–1937), jordbrukare och industriman

### Kronologiskt ordnade (inte komplett)
- Baltzar Achates von Platen (1712–1772), militär, regementschef
- Philip von Platen (fältmarskalk) (1732–1805)
- Achates von Platen (1752–1832)
- Fredrik von Platen (1755–1815), generalmajor
- Baltzar von Platen (1766–1829)
- August von Platen (1796–1835)
- Baltzar von Platen (1804–1875)
- Christofer von Platen (1852-1924), militär
- Vilhelm von Platen (1857-1937), jordbrukare, industriman och kammarherre
- Baltzar von Platen (1898–1984)
- Carolina von Platen (1816–1871), författare och feminist
- Gustaf von Platen (1917–2003)
- Magnus von Platen (1920–2002)
- Carl Gustaf von Platen (1922–2013)
- Gunilla von Platen (född 1972)
- Irma von Platen (född 1993)